# Ravi (rapper)
Kim Won-sik (em coreano: 김원식; 15 de fevereiro de 1993) mais conhecido pelo seu nome artístico Ravi (em coreano:라비), é um rapper, compositor e produtor sul-coreano. Ele foi integrante e rapper principal do boy group sul-coreano VIXX  e do sub-unit VIXX LR.Debutou como artista solo em 9 de janeiro de 2017, com o lançamento de seu álbum de estreia mini "R.EAL1ZE".
Em abril de 2023, Ravi encerrou oficialmente suas atividades com o boy group VIXX. O rapper passou por um julgamento em decorrência a acusações de tentativa de evasão militar. Na ocasião, a promotoria pediu uma pena de dois anos de prisão ao idol e diante da repercussão do caso, a Jellyfish Entertainment divulgou uma nota anunciando a saída de Ravi do grupo.
Notas da Jellyfish e Ravi

## Carreira

### 2012-2013: Debut com VIXX e composição
Ravi foi um dos dez trainees que estavam concorrentes no reality show MyDOL. Ele também foi um dos seis competidores selecionados para fazer parte da formação final do novo grupo VIXX.  O grupo debutou com "Super Hero"  em 24 de Maio de 2012 no M Countdown. Durante MyDOL; Ravi foi destaque nos vídeos musicais de "Let This Die" de Brian Joo e "Shake It Up" de Seo In-guk . Ravi participou na escrita "Super Hero", o single de debut do VIXX.
Em 2013, ele apareceu no episódio 4 do drama de televisão The Heirs da SBS ao lado de seus membros do grupo.

### 2014-2015: Colaborações e debut com sub-unit: VIXX LR
Em 2014, Ravi colaborou com o artista americano Chad Future com "Rock the World" do primeiro mini-álbum do "Future". Ravi também apareceu no vídeo da música para o single.
Em 2015, depois de muita deliberação, Ravi tornou-se um concorrente da série de competição de rap "Show Me the Money 4" da Mnet mas foi eliminado na segunda rodada. Ravi participou da canção chinesa "Diamond Love" do cantor Rain da trilha sonora do drama chinês "Diamond Lover (克拉戀人)".
Em 7 de agosto de 2015, Jellyfish Entertainment lançou um trailer de vídeo no site oficial do VIXX após uma misteriosa contagem regressiva com uma silhueta do último álbum especial do VIXX "Boys' Record". Com o passar do tempo, membros da VIXX desapareceram até que finalmente só Leo e Ravi foram deixados para trás, o que levou os fãs a especular que isso significou um retorno para todos os seis membros. Um trailer de vídeo do VIXX LR foi revelado.
VIXX LR foi confirmada pela Jellyfish Entertainment  como a primeira sub-unit oficial do VIXX composta pelo rapper Ravi e pelo vocalista Leo. O seu mini-álbum de debut "Beautiful Liar", foi lançado em 17 de agosto de 2015. No mesmo dia Vixx LR realizou seu primeiro showcase para "Beautiful Liar" em Yes24 Muv Hall, em Mapo-gu, Seul.
Em dezembro de 2015, Ravi apareceu no single "When It Rains" do girl group Melody Day, como parte de seu Projeto de Baladas de Inverno.
Em 31 de dezembro de 2015, Ravi deixou cair um teaser em seu Twitter e Instagram para seu primeiro mixtape [R.EBIRTH] com faixas compostas, escritas e produzidas por ele mesmo.

### 2016–presente:[R.EBIRTH],DamnRae debut solo com R.EAL1ZE
Em 4 de janeiro de 2016, Ravi revelou o primeiro pré-lançamento para sua mixtape [R.EBIRTH], com a faixa "Where Should I Go" com Microdot. O segundo pré-lançamento "OX" com Basick, o vencedor do "Show Me the Money 4", foi lançado em 20 de janeiro de 2016. O terceiro pré-lançamento "Good Girls" apresentando Hanhae e Soulman foi lançado em 4 de fevereiro de 2016. O quarto e último pré- lançamento "Move" foi lançado em 22 de fevereiro de 2016. Todos os pré-lançamentos do mixtape foram lançados no canal oficial do VIXX no YouTube e na conta oficial do Ravi no SoundCloud. Em 4 de março de 2016, a lista de faixas foi revelada no Instagram de Ravi. A versão completa de [R.EBIRTH] foi lançada em 12 de março de 2016 disponível gratuitamente como no Streaming, também no SoundCloud e noYouTube . Para celebrar a libertação de [R.EBIRTH] , Ravi realizou uma vitrine, intitulada "Ravi's 1st Live Party [R.EBIRTH]" em 19 de março e 20 de março de 2016, no "Hyundai Card Understage" em Seul. Rappers Basick, Esbee e DJ/produtor SAM & SP3CK participaram do show como artistas apresentados e membros do VIXX Leo, N, Ken, Hongbin e Hyuk também participaram como convidados.
Em 14 de julho de 2016, Ravi participou do projeto de canal de música do Jellyfish Entertainment intitulada"Jelly Box" e lançou o single "DamnRa" com SAM & SP3CK; Um duo de DJ/produtor. "DamnRa" foi lançado junto com um vídeo de música de desempenho. Em 26 de setembro, Ravi lançou uma faixa mixtape intitulada "Who are U" com Superbee.
A partir de outubro de 2016 com o lançamento do álbum do VIXX " Kratos", Ravi contribuiu para a composição de mais de 46 canções gravadas pela VIXX .
Em 26 de dezembro de 2016, foi anunciado que Ravi iria debutar como artista solo com um mini-álbum intitulado "R.EAL1ZE" em 9 de janeiro de 2017 e realizará um concerto solo de 6 de janeiro a 8 de janeiro no Yes24 Muv Hall em Mapo-gu. Em 4 de janeiro de 2017, Ravi lançou o pré-lançamento do single "Home Alone" com Yonghwa do CNBLUE de seu primeiro mini-álbum R.EAL1ZE. Em 9 de janeiro, Ravi lançou seu primeiro mini-álbum R.EAL1ZE , que contém três faixas de seu mixtape anterior mais quatro novas faixas, incluindo o título da faixa "BOMB" com com San E. Ele foi um produtor, e pessoalmente encarregado da composição, arranjo e escrever as letras de cada música.

## Discografia

### Extended plays
| Título                                                                  | Detalhes do álbum | Posições no chart | Posições no chart | Posições no chart | Vendas        |
| Título                                                                  | Detalhes do álbum | KOR Gaon          | TW                | US World          | Vendas        |
| ----------------------------------------------------------------------- | --- | ----------------- | ----------------- | ----------------- | ------------- |
| R.EAL1ZE                                                                | - Lançado Em: 9 De Janeiro De 2017 - Gravadora: Jellyfish Entertainment, CJ E&M - Formato: CD, download digital Track list 1. BOMB (ft. San E) 2. Rose (ft. Ken of VIXX) 3. Ladi Dadi (ft. Microdot, Jero) 4. 나홀로 집에 (Home Alone) (ft. Jung Yong-hwa) 5. 아 몰라 일단 Do The Dance 6. Lean On Me 7. 뇌비우스의 띠 (Möbius Strip) (ft. Esbee) | 2                 | 11                | 8                 | - KOR: 22,839 |
| "—" denota lançamentos que não gráfico ou não foram lançados na região. | |                   |                   |                   |               |

### Mixtape
| Informações do álbum                                                                                                  | Lista de faixas |
| --- | --- |
| [R.EBIRTH] - Mixtape - Lançado Em: 12 De Março De 2016 - Gravadora: Jellyfish Entertainment - Formato: Streamed audio | Track listing 1. R.EBIRTH 2. MOVE 3. Lean On Me 4. OX (ft. Basick) 5. 뇌비우스의 띠 (Möbius Strip) (ft. Esbee) 6. Control (Interlude) 7. 끄덕끄덕 (Nod Nod) (ft. Donutman) 8. 착한 여자 (Good Girls) (ft. Hanhae, Soulman) 9. 아 몰라 일단 Do The Dance 10. Where Should I Go (ft. Microdot) 11. Where Should I Go (solo version) |

### Singles
| Título                                                                       | Ano                    | Posições no chart      | Vendas                 | Album                  |
| Título                                                                       | Ano                    | KOR Gaon               | Vendas                 | Album                  |
| Como artista principal                                                       | Como artista principal | Como artista principal | Como artista principal | Como artista principal |
| ---------------------------------------------------------------------------- | ---------------------- | ---------------------- | ---------------------- | ---------------------- |
| "DamnRa" (Feat. SAM&SP3CK)                                                   | 2016                   | —                      | —                      | Non-album singles      |
| "Who are U?" (feat. Superbee)                                                | 2016                   | —                      | —                      | Non-album singles      |
| "Home Alone" (나홀로 집에) (ft. Jung Yong-hwa)                               | 2017                   | 83                     | - KOR (DL): 19,987+    | R.EAL1ZE               |
| "BOMB" (ft. San E)                                                           | 2017                   | 60                     | - KOR (DL): 18,503+    | R.EAL1ZE               |
| Como artista em destaque                                                     |                        |                        |                        |                        |
| "Rock the World" (Chad Future feat. Ravi)                                    | 2014                   | —                      | —                      | The First Mini Album   |
| "Diamond Love" (Rain feat. Ravi)                                             | 2015                   | —                      | —                      | Diamond Lover OST      |
| "When It Rains" (비가 내리면) (Melody Day feat. Ravi)                        | 2015                   | 41                     | - KOR: 40,112+         | Color                  |
| "Feeling Abandoned" (Kiggen feat. Eluphant, Ravi, ESBEE)                     | 2016                   | —                      | —                      | Non-album singles      |
| "Use Me" (Kim Wan-sun feat. Ravi)                                            | 2016                   | —                      | —                      | Non-album singles      |
| "Wave" (Microdot feat. Ravi, Lil Boi)                                        | 2016                   | —                      | —                      | +64                    |
| "—" denotes releases that did not chart or were not released in that region. |                        |                        |                        |                        |

Notas
- "DamnRa" foi uma ferramenta promocional para a Jellyfish Entertainment plataforma de música digital Jelly Box. [56]

- "DamnRa" não entrou no Gaon Digital Chart, mas ficou em #43 no Gaon Social Chart. [57]

## Concertos
- 2016: Ravi’s 1st Live Party [R.EBIRTH]
- 2017: RAVI 1st REAL-LIVE [R.EAL1ZE]

## Filmografia

### Aparições de TV e programas de variedade
| Ano  | Rede      | Título                                | Notas                                    |
| ---- | --------- | ------------------------------------- | ---------------------------------------- |
| 2015 | Mnet      | Show Me the Money 4                   | Competidor, eliminado na segunda rodada. |
| 2016 | MBC Music | Gugudan Project - Extreme School Trip | Narrador                                 |

### Aparições em videoclipes
| Ano  | Vídeo da música                    | Artista(s)               |
| ---- | ---------------------------------- | ------------------------ |
| 2011 | "Shake It Up"                      | Seo In-guk               |
| 2012 | "Let This Die"                     | Brian Joo                |
| 2012 | "Let This Die" (Extended Eng Ver.) | Brian Joo                |
| 2014 | "Rock the World"                   | Chad Future (feat. Ravi) |
| 2015 | "When It Rains"                    | Melody Day (feat. Ravi)  |